# 매입 오퍼레이션
매입 오퍼레이션(買入 operation, buying operation)은 중앙은행이 통화량이 부족하다고 판단한 경우에 공개시장에서 증권을 매입하여 통화를 공급하고, 금융의 조절을 도모하는 조작을 가리키는 단어이다. 증권 매상을 통하여 공급한 자금의 용도를 지시하여 실시할 경우에는 이것을 조건부 오퍼레이션이라고 한다. 매입 오퍼레이션의 대상으로는 국책 외에 금, 외환 및 유가증권을 들 수 있다.